# بریستول پی. بی. ۸
بریستول پی. بی. ۸ (به انگلیسی: Bristol P.B.8) یک هواگرد ساختِ کارخانهٔ بریستول ایروپلین در کشور بریتانیا است.